# Nuevo Tenejapa
Nuevo Tenejapa är en ort i Mexiko.   Den ligger i kommunen Ocosingo och delstaten Chiapas, i den sydöstra delen av landet, 900 km öster om huvudstaden Mexico City. Nuevo Tenejapa ligger 187 meter över havet och antalet invånare är 282.
Terrängen runt Nuevo Tenejapa är huvudsakligen kuperad. Nuevo Tenejapa ligger nere i en dal. Runt Nuevo Tenejapa är det ganska tätbefolkat, med 65 invånare per kvadratkilometer. Närmaste större samhälle är Santo Domingo de las Palmas, 18,6 km väster om Nuevo Tenejapa. I omgivningarna runt Nuevo Tenejapa växer i huvudsak städsegrön lövskog.